# Кожашева, Баланжан
Баланжан Кожашева (каз. Баланжан Қожашева (Қожашова); 1920 год село Кызылозен — 1982 год) — заведующая коневодством колхоза имени Калинина Шевченковского района Гурьевской области, Казахская ССР. Герой Социалистического Труда (1948).

## Биография
Родилась в 1920 году в семье потомственного скотовода в селе Кызылозен.
Трудовую деятельность начала в 16-летнем возрасте в колхозе имени Калинина Шевченковского района. Трудилась в рыбачьей бригаде.
С 1941 по 1958 года — заведующая коневодческой фермой в этом же колхозе. В годы Великой Отечественной войны с колхозной конефермы было отправлено на фронт много тонн мяса и более ста адаевских лошадей, выращенных Баланжан Кожашевой. В послевоенные годы коневодческая ферма несколько лет подряд занимала передовые места в районном и областном соревнованиях среди коневодов.
В 1947 году на конеферме было выращено 105 жеребят от 105 кобыл, За высокие достижения в животноводстве удостоена звания Героя Социалистического Труда указом Президиума Верховного Совета СССР от 23 июля 1948 года с вручением ордена Ленина и золотой медали «Серп и Молот».
В 1948 году на ферме было выращено 132 жеребят от 132 кобыл и в 1949 году — 158 жеребят от 158 кобыл.
Воспитала десятерых детей, за что получила почётное звание «Мать-героиня».
Скончалась в 1982 году.
Память
Её именем названа одна из улиц в селе Акшукур Тупкараганского района.